# Diocèse d'Afrique
 (mars 2019).
Si vous disposez d'ouvrages ou d'articles de référence ou si vous connaissez des sites web de qualité traitant du thème abordé ici, merci de compléter l'article en donnant les références utiles à sa vérifiabilité et en les liant à la section « Notes et références ».
314–432
Entités suivantes :
- Royaume vandale

Dans l'Antiquité tardive, le diocèse d'Afrique (en latin : dioecesis Africae) était un diocèse de l'Empire romain. 

## Composition
Le diocèse d'Afrique, capitale Carthage, relevant du préfet du prétoire d'Italie, comprenait les provinces de 
- Province d'Afrique proconsulaire (de -146 à 429/535, 593-698, capitale Utique puis Carthage,
- Maurétanie césarienne (40/42-395),
- Maurétanie sétifienne (293-435/585),
- Numidie (de -118/46 à 435),
- Zeugitana (de) (de -284 à 435/442, ex-province d'Afrique, puis 534-698),
- Byzacène (303-442) et partiellement la Libye (province romaine) (en) (Tripolitaine) (de -146 à 303, 303-439, 439-650c).

La partie orientale de l'Afrique du Nord dépend du diocèse d'Égypte, qui comprend, outre l'Égypte, l’ancienne province de Cyrénaïque à l’est de la Libye d’aujourd’hui.
La Libye romaine est par la suite divisée en deux provinces :
- La Libye supérieure (de -74 à 643) ou Libye de la Cyrénaïque romaine (Pentapole, des cinq villes) avec comme capitale Cyrène, puis Ptolémaïs (Égypte),
- La Libye inférieure ou Libye sicca ou Marmarique à cheval sur la frontière entre la Libye et l’Égypte actuelles. Elle devient province romaine Crète et Cyrénaïque (de -20 à +297, capitale Gortyne, Crète).

## Annexes

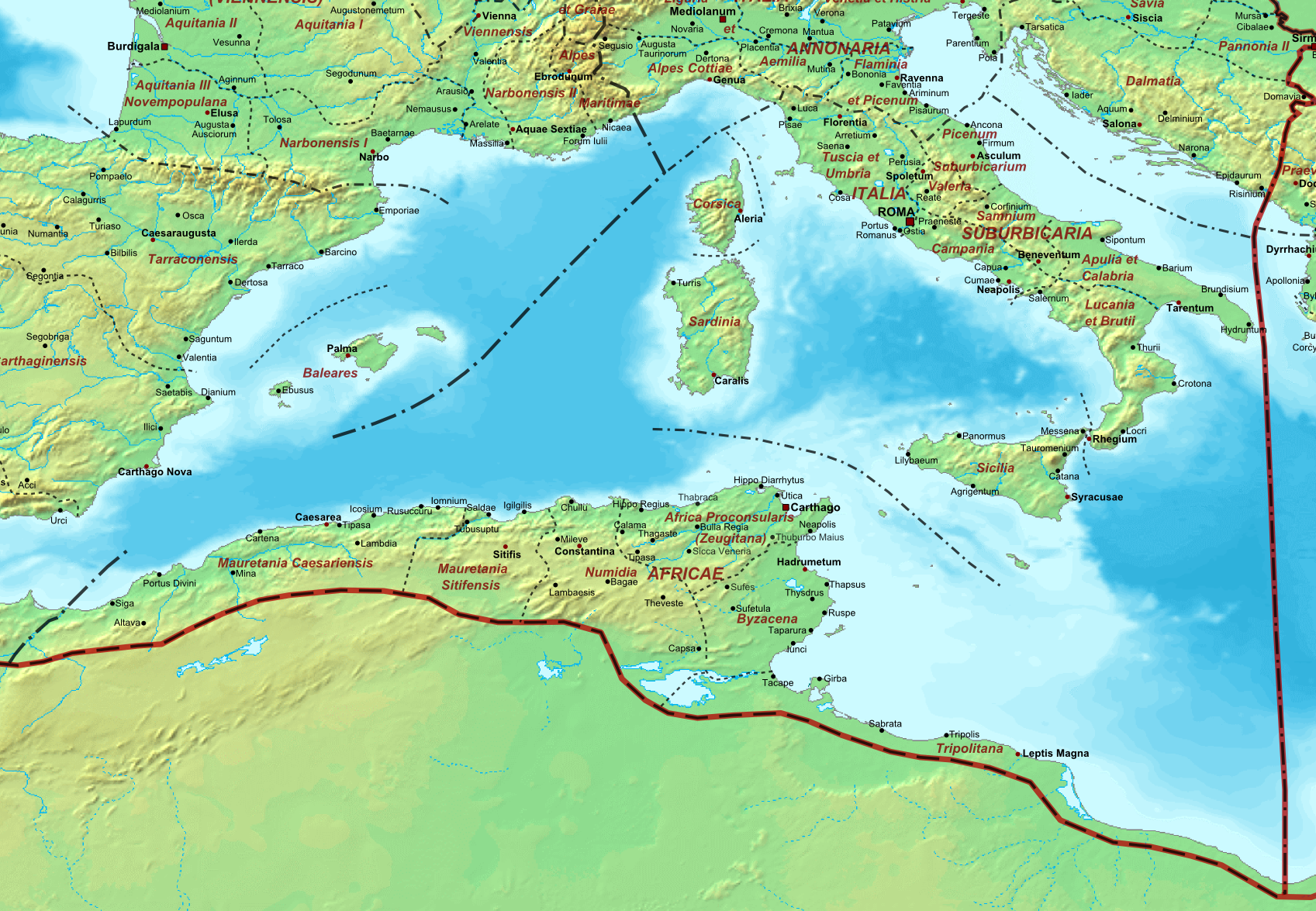
Diocèse d'Afrique, 400

#### Après 400
- Notitia provinciarum et civitatum Africae (484/490)
- Déclin de l'Empire romain d'Occident en Afrique
  - Royaume des Maures et des Romains (429-578)
  - Royaume du Ouarsenis (430-535)
  - Royaume vandale d'Afrique (435-534)
  - Royaume de Capsus
  - Royaume de l'Aurès (484-703)
- Bélisaire (500-565), Jean l'Arménien, Solomon (gouverneur)
- Guerre des Vandales (533-534), Gélimer (dernier roi vandale, 530-534)
- Guerres byzantino-maures (en) (533-548)
- Préfecture du prétoire d'Afrique (534-591, Empire byzantin)
- Royaume d'Altava (578-708)
- Exarchat de Carthage (591-698)
- Conquête musulmane du Maghreb (647-709)
- Ifriqiya (Constantinois, Tunisie, Tripolitaine)